# وينفيلد سميث
وينفيلد سميث هو محامي وسياسي أمريكي، ولد في 16 أغسطس 1827، وتوفي في 8 نوفمبر 1899. نشط حزبياً في الحزب الجمهوري. وقد انتخب عضو جمعية ولاية ويسكونسن ‏.